# Indische Badmintonmeisterschaft 2018/19
Die Indische Badmintonmeisterschaft der Saison 2018/2019 fand vom 12. Februar bis zum 16. Februar 2019 in Guwahati statt. Es war die 83. Austragung der nationalen Titelkämpfe im Badminton in Indien.

## Medaillengewinner
| Disziplin    | Gold                           | Silber                        | Bronze                              |
| ------------ | ------------------------------ | ----------------------------- | ----------------------------------- |
| Herreneinzel | Sourabh Varma                  | Lakshya Sen                   | Kaushal Dharmamer                   |
| Herreneinzel | Sourabh Varma                  | Lakshya Sen                   | Kashyap Parupalli                   |
| Dameneinzel  | Saina Nehwal                   | P. V. Sindhu                  | Vaishnavi Bhale                     |
| Dameneinzel  | Saina Nehwal                   | P. V. Sindhu                  | Ashmita Chaliha                     |
| Herrendoppel | Pranav Chopra Chirag Shetty    | M. R. Arjun Shlok Ramchandran | Krishna Prasad Garaga Dhruv Kapila  |
| Herrendoppel | Pranav Chopra Chirag Shetty    | M. R. Arjun Shlok Ramchandran | Arun George Sanyam Shukla           |
| Damendoppel  | Shikha Gautam Ashwini Bhat     | J. Meghana Poorvisha Ram      | Aparna Balan K. P. Sruthi           |
| Damendoppel  | Shikha Gautam Ashwini Bhat     | J. Meghana Poorvisha Ram      | Kuhoo Garg Anoushka Parikh          |
| Mixed        | Manu Attri Maneesha Kukkapalli | Rohan Kapoor Kuhoo Garg       | Vighnesh Devlekar Harika Veludurthi |
| Mixed        | Manu Attri Maneesha Kukkapalli | Rohan Kapoor Kuhoo Garg       | Shlok Ramchandran Mithula U. K.     |